# Ponte Vecchio (Bassano del Grappa)

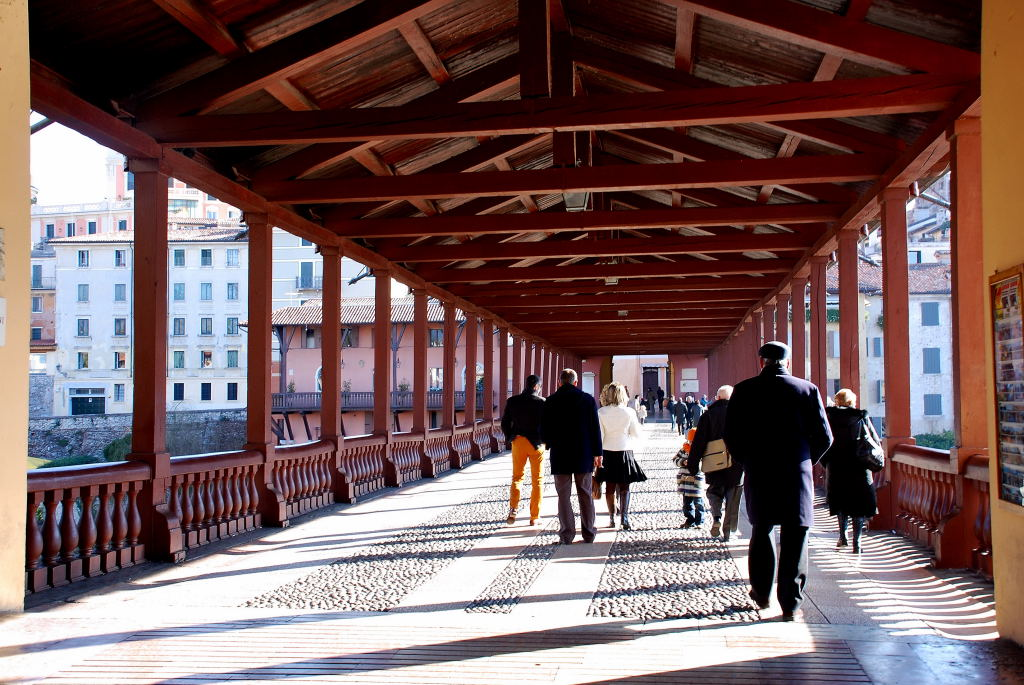
Gedeckte Fahrbahn

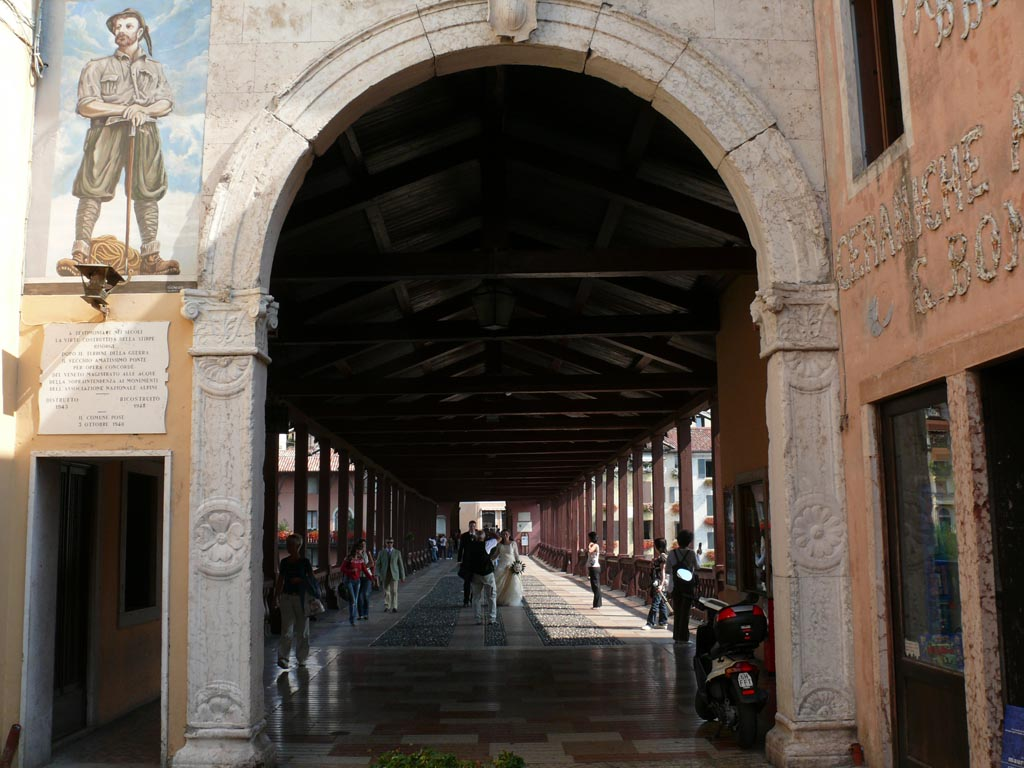
Brückenportal

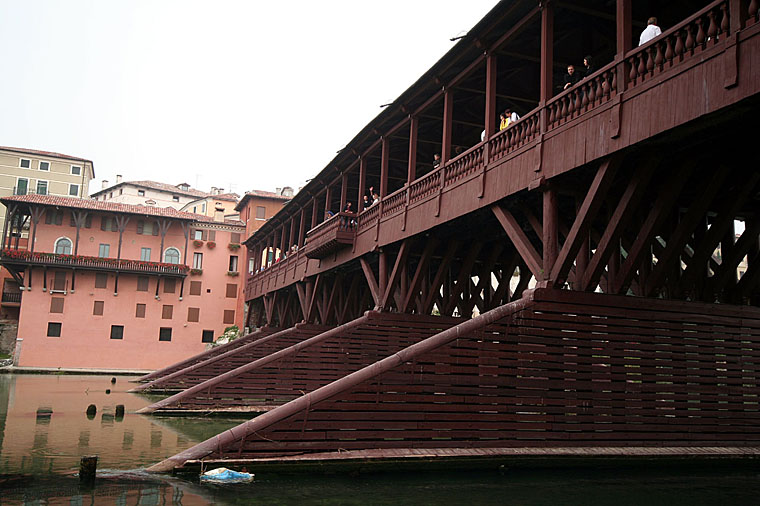
Die Brücke vom Ufer der Brenta gesehen

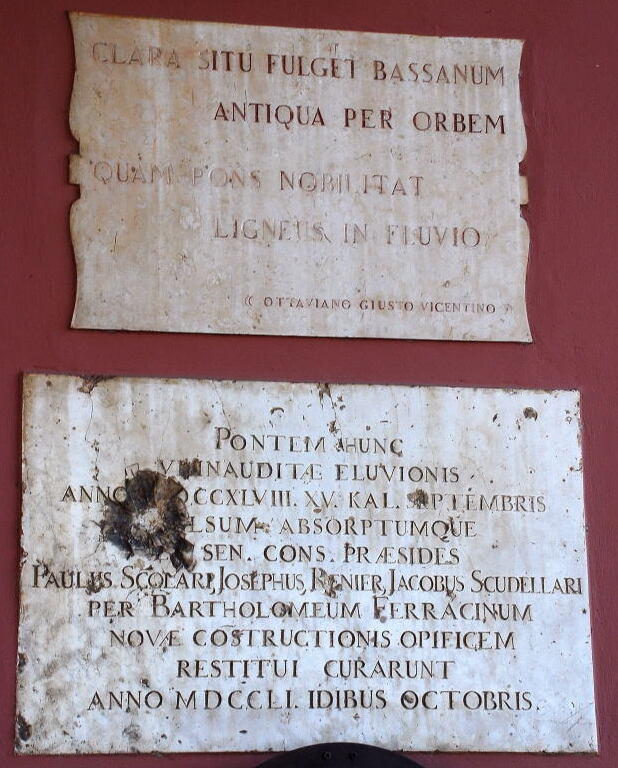
Gedenktafeln beim Brückenkopf; die untere erinnert an den Wiederaufbau durch Bartolomeo Ferracina im 18. Jahrhundert

Der Ponte Vecchio, auch Ponte di Bassano oder Ponte degli Alpini, über die Brenta in Bassano del Grappa ist eine Holzbrücke aus der Renaissance, die 1569 nach Plänen von Andrea Palladio gebaut wurde und nach Zerstörungen immer wieder nach diesem Vorbild aufgebaut wurde. An der Stelle befanden sich bereits früher etliche Brücken, welche mehrmals zerstört wurden. Weil die Brücke nicht nur die Siedlungen an beiden Flussufern verband, sondern auch die strategisch wichtige Handelsstraße nach Vicenza über den Fluss führte, wurden im Verlauf der Jahrhunderte die Brücken nicht nur von der Brenta, sondern auch von Menschenhand mehrfach beschädigt oder zerstört.

## Bauwerk
Die heutigen Ponte Vecchio von Bassano del Grappa ist eine Jochbrücke mit fünf Öffnungen und einem Dach über der Fahrbahn. Die ganze Konstruktion ist aus Holz. Auffällig sind die schlanken Joche, welche den Abflussquerschnitt der Brenta kaum verringern, und in Fließrichtung starke Streben aufweisen. Das Bauwerk ist in roter Farbe gestrichen.

## Geschichte
Die ersten Nachweise für eine Brücke in Bassano stammen aus den Jahren 1124 und 1209. Diese war zwischen dem 13. und dem 14. Jahrhundert mehrfach Gegenstand von Streitigkeiten mit Vicenza. 1450 und 1499 wurde die Brücke renoviert. 1511 wurde die Brücke von französischen Truppen unter Jacques de la Palice auf dem Rückzug von den Kriegen im Zusammenhang mit der Liga von Cambrai angezündet. Der Wiederaufbau erfolge erst 1522 auf eine Art, dass die Brücke bereits 1524 wieder aufgebaut werden musste – diesmal in Stein. Diese Brücke musste aber bereits 1531 wieder durch eine Holzbrücke ersetzt werden, welche dem Hochwasser im Oktober 1567 zum Opfer fiel.

### Das Projekt von Palladio
Wenige Wochen nach der Zerstörung der Brücke 1567 wurde Andrea Palladio als Architekt in das Projekt des Wiederaufbaus einbezogen. Sein erster Entwurf wich stark von der vorherigen Konstruktion ab, indem er eine Steinbrücke mit drei Bögen ähnlich einer römischen Brücke vorschlug. Die Stadtregierung lehnte den Entwurf aber ab und verlangte, dass die Konstruktion der neuen Brücke nicht zu stark von der früheren Bauweise abweichen soll.
Palladio präsentierte deshalb im Sommer 1569 einen zweiten Entwurf für eine Holzbrücke, welche sich stark an die vorhergehenden Konstruktion anlehnte, technisch und strukturell aber stark überarbeitet worden war und ein optisch ansprechendes Erscheinungsbild hatte. Die Konstruktion schien gelungen zu sein, denn sie hielt fast einhundertachzig Jahre und stürzte erst infolge eines Hochwassers am 19. August 1748 ein. Anschließend dienten die Zeichnungen von Palladio als Grundlage für alle später gebauten Brücken an dieser Stelle.
Der Wiederaufbau nach den Zeichnungen von Palladio wurde Bartolomeo Ferracin übertragen, welcher die Brücke in den Jahren 1750 und 1751 wieder aufbaute. Er ließ eigens für diesen Auftrag eine auf einem Floss montierte, von Wasserrädern angetriebene Ramme bauen, welche mit einer Hubhöhe von sieben Meter und einem Rammbär von 350 kg zwei bis drei Pfähle pro Tag in den Kies des Flussbetts setzen konnte.
Von 1796 bis 1813 kam es im Rahmen des Italienfeldzuges und den nachfolgenden Konflikten zwischen Truppen von Napoleon Bonaparte und Österreichs zu insgesamt sieben Feldzügen mit Plünderungen im Umkreis von Bassano. Während des sechsten Feldzugs 1809 wurde die Brücke beschädigt und während der letzten Plünderung 1813 wurde die Brücke von Vizekönig von Italien, Eugène de Beauharnais niedergebrannt. Der Wiederaufbau erfolgte wiederum nach den Zeichnungen von Palladio zwischen März 1819 und Februar 1821 durch Angelo Casarotti von Schio.

### Vom 20. Jahrhundert bis heute
Während des Ersten Weltkrieges war Bassano del Grappa ein wichtiges Logistikzentrum, über welches die Front mit Truppen, Waffen und Nachschub versorgt wurde. Die Truppen kamen einerseits von der Straße Thiene–Marostica, anderseits von Cittadella nach Bassano und mussten auf dem Weg zur Front die Brücke überquerten. Aus dieser Zeit stammt auch das Soldatenlied Sul Ponte di Bassano.
Im Zweiten Weltkrieg war die Brücke mehrmals Ziel feindlicher Luftangriffe, wobei sie stark beschädigt wurde.
Kurz vor Kriegsende wurde ein Partisanenanschlag auf die Brücke verübt. Am 17. Februar 1945 kurz nach 19 Uhr als bereits die Ausgangssperre in Kraft war, wurde die Ponte Vecchio durch explodierende Sprengladungen beschädigt. Die Sabotage war Teil eines größeren Plans der Alliierten zur Zerstörung der Brücken am italienischen Fuß der Alpen. Die Ausführung oblag einer Gruppe von 15 Partisanen, alle bewaffnet und auf Fahrrädern unterwegs, zwei von ihnen zogen je einen Fahrradanhänger mit Sprengstoff. Der Schaden an der Brücke war beträchtlich und forderte zwei Todesopfer. Anführer der Gruppe war Primo Visentin – ein Lehrer und Partisan mit dem Kampfnamen Masaccio. Als Vergeltung holten Parteigänger des Partito Fascista Repubblicano drei Partisanen aus dem Gefängnis und erschossen diese auf der Brücke, jeder mit einer Tafel um den Hals mit der Aufschrift Io sono un bandito (deutsch: Ich bin ein Bandit). Die Namen der Erschossenen waren Federico Alberti, Cesare Lunardi und Antonio Zavagnin.
Das heutige Bauwerk wurde von den italienischen Gebirgsjägern – den Alpini, in den Jahren 1947 bis 1948 wieder aufgebaut. Bei der großen Überschwemmungen am 4. November 1966 wurde die Brücke erneut beschädigt, so dass sie in den folgenden Jahren verstärkt werden musste. Seit 1990 wird die Brücke regelmäßig in Stand gesetzt und restauriert. 2019 wurde die Brücke zum Nationaldenkmal erklärt.

## Das SoldatenliedSul Ponte di Bassano
| Italienisches Original                                                                         | Deutsche Übersetzung                                                                                    |
| ---------------------------------------------------------------------------------------------- | --- |
| Sul ponte di Bassano là ci darem la mano ed un bacin d'amor.                                   | Auf der Brücke von Bassano dort haben wir uns die Hand gegeben und ’nen Liebeskuss.                     |
| Per un bacin d'amore successe tanti guai non lo credevo mai doverti abbandonar                 | Für ’nen Liebeskuss passiert soviel. Ich habe noch nie daran gedacht auf dich zu verzichten.            |
| Doverti abbandonare volerti tanto bene è un giro di catene che m’incatena il cor               | Ich muss dich verlassen ich will dich so sehr. Es ist eine Frage der Kette die mir das Herz einschließt |
| Che m’incatena il cuore che m’incatena il fianco non posso far di manco di piangere e sospirar | Die mir das Herz einschließt die mich einschließt Ich kann dich nicht vergessen, weinend und seufzend.  |